# Tipula percomptaria
Tipula percomptaria är en tvåvingeart som beskrevs av Alexander 1945. Tipula percomptaria ingår i släktet Tipula och familjen storharkrankar.
Artens utbredningsområde är Ecuador. Inga underarter finns listade i Catalogue of Life.